# Beethoven Lives Upstairs
Beethoven Lives Upstairs ist ein kanadischer Kinderfilm aus dem Jahr 1992. Die Geschichte beruht auf einer Erzählung von Barbara Nichol. Regie führte David Devine. Der Film schildert die Entwicklung einer Freundschaft eines Jungen mit Ludwig van Beethoven in dessen letztem Lebensjahr.

## Handlung
Der Film beginnt mit der Beerdigung Beethovens in Wien und der Stimme eines Jungen, der erzählt, heute sei ein Tag, der in die Geschichte eingehen werde. Es ertönt der 2. Satz aus der 7. Sinfonie. Daraufhin wird die eigentliche Handlung als Rückblende erzählt.
Der Vater des etwa 9-jährigen Christoph ist kürzlich verstorben. Die Mutter sieht sich aus wirtschaftlichen Gründen gezwungen, ein Zimmer zu vermieten; der Mieter ist Beethoven. Die Mutter und ihr Bruder, Onkel Kurt, bitten Christoph um Verständnis dafür, aber Christoph wehrt sich, er will keinen Fremden in Vaters Zimmer, und schon gar nicht einen verrückten alten Mann.
Das Zusammenleben mit Beethoven erweist sich für alle als schwierig. Das Hausmädchen Sophie fühlt sich schikaniert, weil Beethoven genau 60 Bohnen für seinen Kaffee haben möchte und vermutet, er sei ein Säufer. Christoph fürchtet sich, wenn Beethoven in seinem Zimmer immer mal wieder lärmt und tobt und seine Freunde lachen ihn aus, weil er mit einem „Verrückten“ zusammen wohnt. Eines Abends folgt Christoph Beethoven in einen Gasthof und sieht durch das Fenster, wie seltsam sich ihr Untermieter beim Essen benimmt; auch er vermutet nun, der Alte sei verrückt.
Onkel Kurt erklärt Christoph Beethovens Taubheit, er höre die Musik nur in seinem Kopf und arbeite an seiner 9. Symphonie. Christoph solle versuchen, die Lage Beethovens zu verstehen. Obwohl Christoph findet, das sei keine Musik, verteidigt er den alten Mann gegenüber seinen Freunden, die ihn wieder auslachen.
Beethoven fragt Christophs Mutter, ob sie auch Klavier spiele. Sie spielt ihm Für Elise vor. Als Kirchenglocken ertönen, sagt sie, ihr Mann habe diesen Klang geliebt. Beethoven antworte: «So did I». Langsam beginnen Christoph und seine Mutter, Verständnis für die tragische Situation ihres Untermieters zu entwickeln.
Die 9. Symphonie wird geprobt, Beethoven ist mit dem Tempo unzufrieden. Ein Musiker zeigt ihm ein Metronom, das gerade erfunden worden ist. Beethoven kann es nicht hören. Als er wenig später eine Schreibfeder zerbricht, schickt er Christoph, neue zu kaufen. Anschließend nimmt er den Jungen zu einem Spaziergang mit.
An einem Fluss unterhalten sie sich mit Hilfe des kleinen Buches, das Beethoven immer mit sich führt. Auf Christophs Bemerkung, sein Vater sei Arzt gewesen und er vermisse ihn, erzählt Beethoven von seinem Vater. Er habe getrunken. In der Mitte der Nacht sei er manchmal betrunken heimgekommen und habe den kleinen Ludwig aus dem Bett geholt, damit er übe. Er habe wenig gute Erinnerungen an ihn.
Das Hausmädchen Sophie ist mit den Nerven am Ende und will gehen, da Beethoven sich an keine Regeln halte. Christoph kommentiert, Beethoven folge keinen Regeln, er mache selber welche.
Beethovens Freund Anton Schindler kommt zu Besuch, die Mondscheinsonate wird gespielt. Beethoven beklagt seine Taubheit. Christoph gibt ihm ein Hörrohr, das Vater entwickelt hat. Beethoven legt es später in eine Schublade, in der schon mehrere Hörrohre liegen.
Onkel Kurt bringt der Mutter und Christoph eine Einladung zur Erstaufführung
Onkel Kurt erklärt Christoph Beethovens Taubheit. Er höre keine Stimmen, keine Musik, keinen Wind. Aber wenn man seine Musik höre, merke man, dass er ein großes Herz habe. Bei den Proben kommt es immer wieder zu Wutausbrüchen Beethovens, da die Sängerinnen nicht so singen, wie Beethoven es sich vorstellt.
Beethoven entschuldigt sich bei Sophie für seine Grobheiten, bedankt sich für ihre Arbeit und übergibt ihr einen Umschlag mit Karten für die Erstaufführung der 9. Symphonie, bei der Onkel Kurt im Orchester mitspielt.
Die 9. Symphonie wird erstmals aufgeführt. Christoph sieht, wie hinter Beethoven ein zweiter Dirigent das Orchester führt, da dieser selber dazu nicht mehr in der Lage ist. Beim Schlussapplaus drehen Onkel Kurt und eine Sängerin Beethoven zum Publikum, damit er den Beifall sieht, hören kann er ihn nicht. Christoph stellt fest: „Ich habe noch nie so etwas gehört – und das geschah alles nur in seinem Kopf!“ In der letzten Szene geht Christoph nach der Beerdigung allein am Fluss spazieren, wo er mit Beethoven gesessen hat. Dazu ertönt wie schon bei der Einleitung das Allegretto aus der 7. Symphonie.

## Musik
Neben einigen unbekannteren Stücken Beethovens werden im Film Auszüge aus folgenden Werken verwendet:
- Albumblatt Für Elise

- Die Wut über den verlorenen Groschen
- Flötenserenade, Op. 23: 1. und 3. Satz
- 1. Klavierkonzert: 1. Satz
- 5. Klavierkonzert: 2. Satz
- Pathetique Op. 13: 2. Satz
- Klaviersonate, Op. 14: 2. Satz
- Klaviersonate, Op. 90: 2. Satz
- Mondscheinsonate, Op. 27/2: 1. Satz
- 2. Sinfonie: 4. Satz
- 5. Sinfonie: 2. Satz
- 6. Sinfonie: Hirtenthema und Sturmszene
- 7. Sinfonie: 2. Satz
- 8. Sinfonie: 2. Satz
- 9. Sinfonie: 4. Satz
- Frühlingssonate

Der Soundtrack ist auch als CD erhältlich.

## Verschiedenes
- Der Film gewann 1993 den kanadischen Primetime Emmy Award als hervorragendes Kinderprogramm[3] und war für mehrere Gemini Awards nominiert.[4]
- Die Dreharbeiten fanden in Prag statt, wo in der intakten Altstadt schon die Außenaufnahmen für Amadeus gedreht wurden.
- Beethoven Lives Upstairs wird in englischsprachigen Ländern an Schulen oft für den Musikunterricht eingesetzt.[5]
- Auch wenn der Film zurzeit (2013) nicht in deutscher Sprache erhältlich ist, ist er mit vorhergehender Erklärung auch für nicht englischsprachige Kinder (und Erwachsene) gut zu verstehen.